# Badminton-Weltmeisterschaft 2021
Die 26. Badminton-Weltmeisterschaften fanden vom 12. bis zum 19. Dezember 2021 in der spanischen Stadt Huelva statt.
Das Austragungsland bestimmte der Council der Badminton World Federation (BWF) im November 2018. Im April 2019 gab dann der spanische Badmintonverband (FESBA) Huelva als Gastgeber bekannt. Die Wettkämpfe finden im Palacio de Deportes de Huelva statt.
Huelva war bereits Ausrichter der Europameisterschaft 2018.  

## Sieger und Platzierte
| Disziplin    | Gold                                           | Silber                        | Bronze                              |
| ------------ | ---------------------------------------------- | ----------------------------- | ----------------------------------- |
| Herreneinzel | Loh Kean Yew                                   | Srikanth Kidambi              | Lakshya Sen                         |
| Herreneinzel | Loh Kean Yew                                   | Srikanth Kidambi              | Anders Antonsen                     |
| Dameneinzel  | Akane Yamaguchi                                | Tai Tzu-ying                  | He Bingjiao                         |
| Dameneinzel  | Akane Yamaguchi                                | Tai Tzu-ying                  | Zhang Yiman                         |
| Herrendoppel | Takuro Hoki Yugo Kobayashi                     | He Jiting Tan Qiang           | Ong Yew Sin Teo Ee Yi               |
| Herrendoppel | Takuro Hoki Yugo Kobayashi                     | He Jiting Tan Qiang           | Kim Astrup Anders Skaarup Rasmussen |
| Damendoppel  | Chen Qingchen Jia Yifan                        | Lee So-hee Shin Seung-chan    | Mayu Matsumoto Wakana Nagahara      |
| Damendoppel  | Chen Qingchen Jia Yifan                        | Lee So-hee Shin Seung-chan    | Kim So-young Kong Hee-yong          |
| Mixed        | Dechapol Puavaranukroh Sapsiree Taerattanachai | Yuta Watanabe Arisa Higashino | Kyohei Yamashita Naru Shinoya       |
| Mixed        | Dechapol Puavaranukroh Sapsiree Taerattanachai | Yuta Watanabe Arisa Higashino | Tang Chun Man Tse Ying Suet         |

## Medaillenspiegel
| Platz | Land                | Gold | Silber | Bronze | Gesamt |
| ----- | ------------------- | ---- | ------ | ------ | ------ |
| 1     | Japan               | 2    | 1      | 2      | 5      |
| 2     | Volksrepublik China | 1    | 1      | 2      | 4      |
| 3     | Singapur            | 1    | 0      | 0      | 1      |
| 3     | Thailand            | 1    | 0      | 0      | 1      |
| 5     | Südkorea            | 0    | 1      | 1      | 2      |
| 5     | Indien              | 0    | 1      | 1      | 2      |
| 7     | Chinesisch Taipeh   | 0    | 1      | 0      | 1      |
| 8     | Dänemark            | 0    | 0      | 2      | 2      |
| 9     | Malaysia            | 0    | 0      | 1      | 1      |
| 9     | Hongkong            | 0    | 0      | 1      | 1      |
| Total | Total               | 5    | 5      | 10     | 20     |